# 锯齿奇净蟹
锯齿奇净蟹（学名：Aethra scruposa）为菱蟹科奇净蟹属的动物。分布于日本、新喀里多尼亚、印度尼西亚、马来半岛、斯里兰卡、印度、非洲东岸以及中国大陆的西沙群岛等地，生活环境为海水，一般生活于较深水的岩石底部。